# مارك بريفرمان (ناشط سلام)
مارك بريفرمان (بالإنجليزية: Mark Braverman)‏ هو عالم نفس أمريكي، ولد في 1948.